# منطقه کشتار نظامی

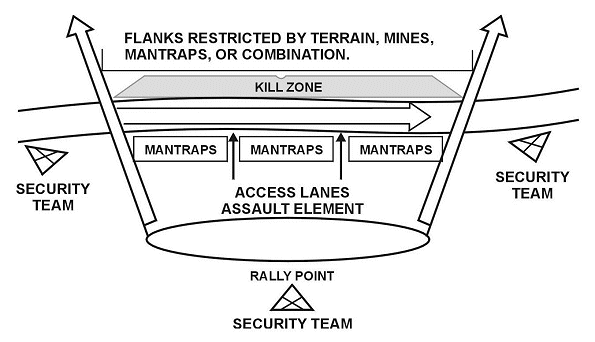
ارتش ایالات متحده طرح کمین خطی ایده‌آلی را ارائه داد که منطقه کشتار را نشان می‌دهد.

منطقه کشتار (انگلیسی: Kill zone) در تاکتیک‌های نظامی، منطقه‌ای است که کاملاً تحت پوشش آتش مستقیم و مؤثر قرار دارد، عنصری از کمین که در آن نیروی دشمن در حال نزدیک شدن به دام افتاده و نابود می‌شود. هدف نیروی کمین، کشتن یا اسیر کردن سریع تمام سربازان دشمن در داخل منطقه کشتار است. سربازان به دام افتاده ممکن است با حمله متقابل پاسخ دهند.
این اصطلاح در معنای مشابه غیرکشنده در تاکتیک‌های پینت بال و ایرسافت استفاده می‌شود.